# Połać dachowa

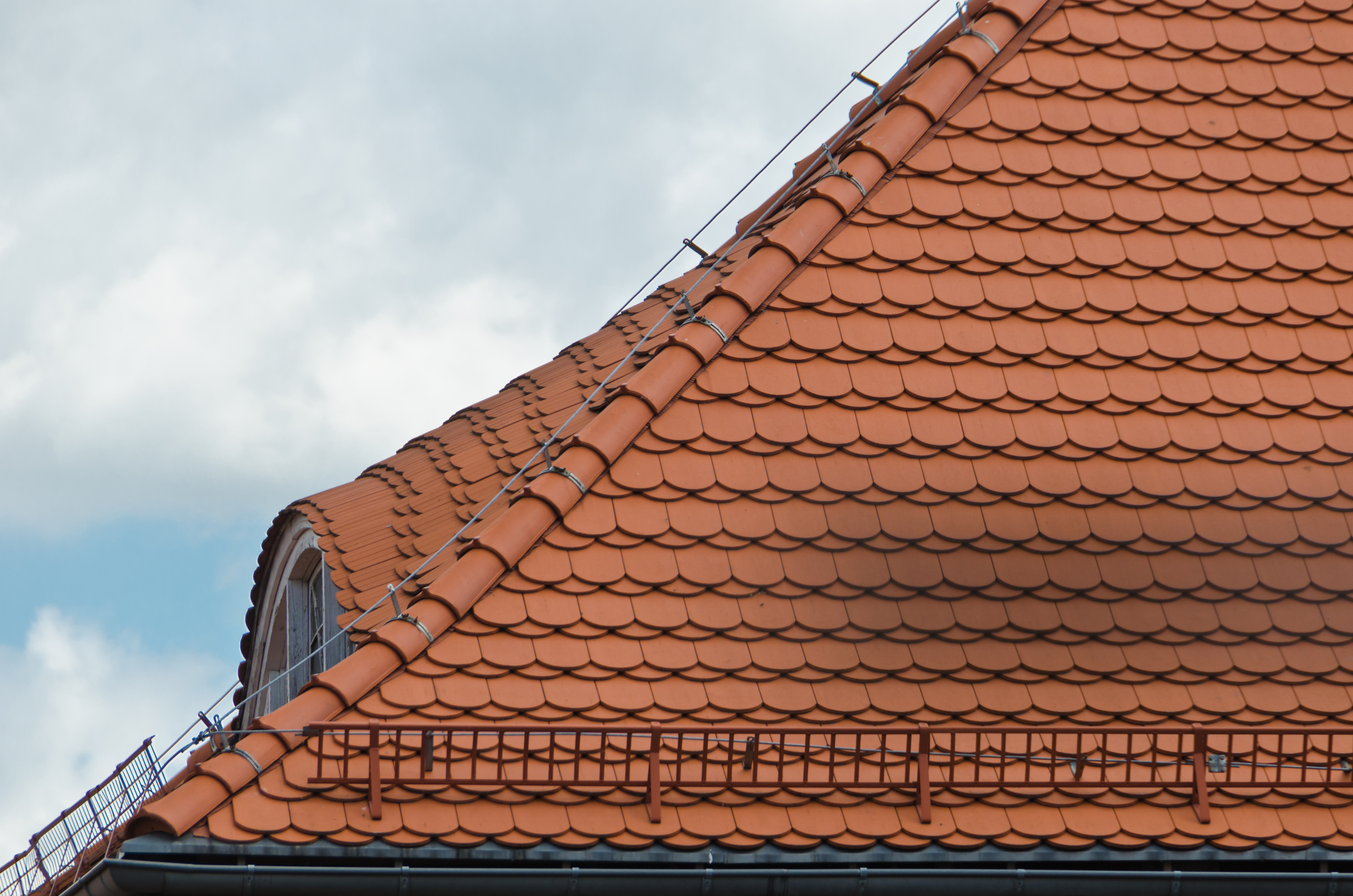
Fragment połaci dachowej

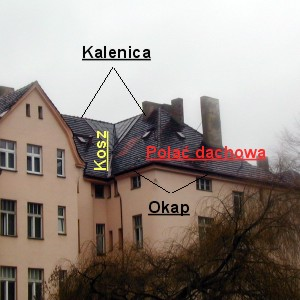
Części dachu

Połać dachowa – górna powierzchnia dachu, płaska lub w przybliżeniu płaska. Linie ograniczające połacie w zależności od ich umiejscowienia to:
- okap – najniższa, najczęściej pozioma krawędź połaci, do której przymocowuje się rynny;
- kalenica (grzbiet) – górna krawędź połaci na przecięciu dwóch połaci dachowych;
- krawędź szczytowa –  górna, bądź boczna krawędź połaci na przecięciu połaci ze ścianą szczytową, która może wychodzić nad dach, albo jest nim przykryta;
- naroże – skośna krawędź wypukła na przecięciu dwóch połaci;
- kosz – krawędź wklęsła na przecięciu dwóch połaci (linia koszowa), spływa do niej woda z połaci, przez co musi być nachylona[1].

Nachylenie połaci dachowej uzależnione jest od miejscowych warunków klimatycznych.
Szczególnymi rodzajami połaci jest przyczółek i naczółek.